# Đồ chơi

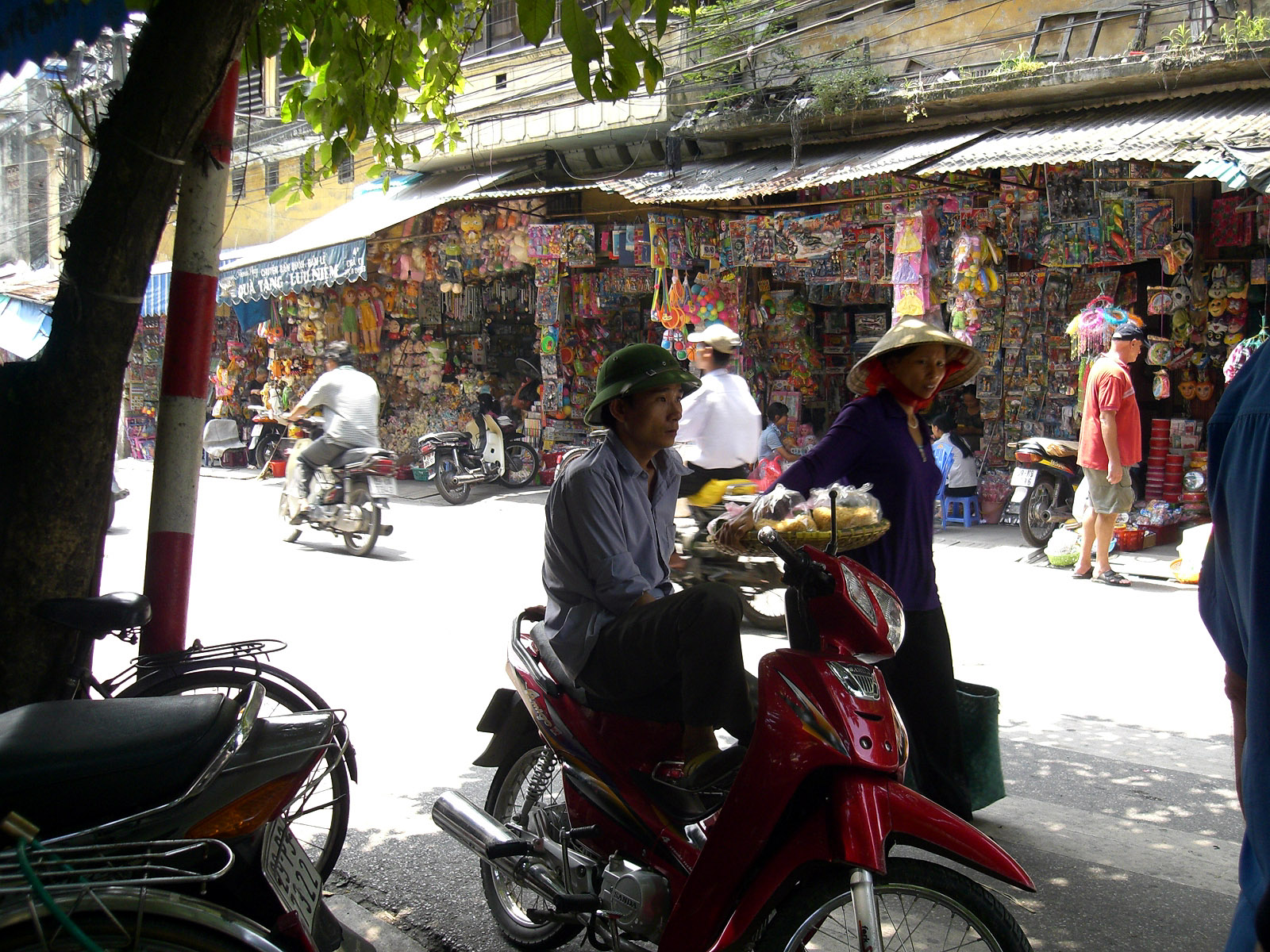
Một dãy hàng đồ chơi trên phố Lương Văn Can, Hà Nội

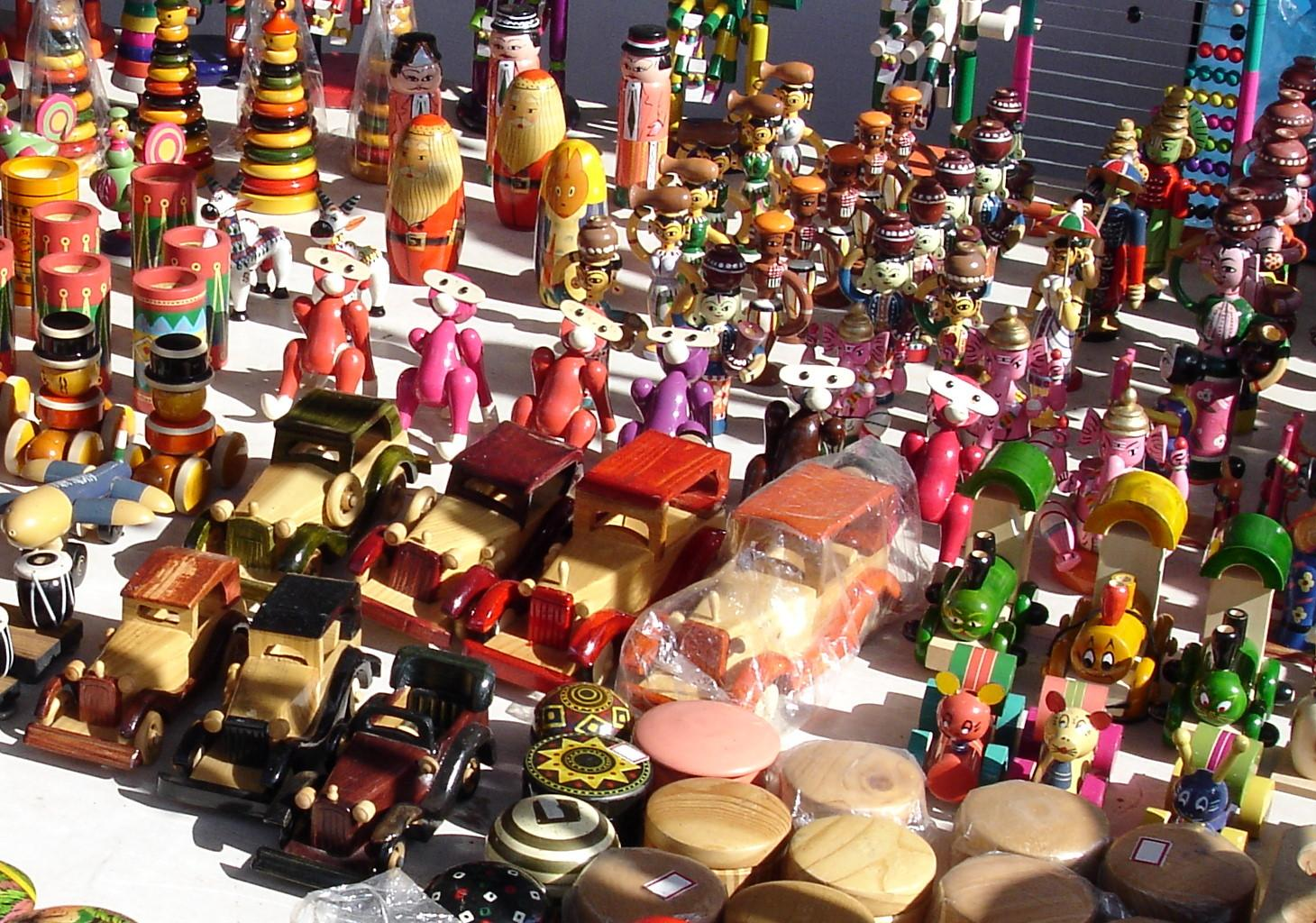
Nhiều loại đồ chơi Channapatna bằng gỗ truyền thống từ Ấn Độ

Đồ chơi hay đồ hàng là một đồ vật được sử dụng để chơi, đặc biệt là đồ chơi được thiết kế để sử dụng. Chơi với đồ chơi có thể là một phương tiện thú vị để rèn luyện trẻ nhỏ về cuộc sống trong xã hội. Các vật liệu khác nhau như gỗ, đất sét, giấy và nhựa được sử dụng để làm đồ chơi. Nhiều mặt hàng được thiết kế để phục vụ như đồ chơi, nhưng hàng hóa được sản xuất cho các mục đích khác cũng có thể được sử dụng. Ví dụ, một đứa trẻ nhỏ có thể gấp một mảnh giấy thông thường thành hình máy bay và "bay nó". Các dạng đồ chơi mới hơn bao gồm giải trí kỹ thuật số tương tác. Một số đồ chơi được sản xuất chủ yếu như đồ của người sưu tập và chỉ dùng để trưng bày.
Nguồn gốc của đồ chơi là từ thời tiền sử; búp bê đại diện cho trẻ sơ sinh, động vật và binh lính, cũng như đại diện cho các công cụ được người lớn sử dụng đều có thể tìm thấy tại các địa điểm khảo cổ. Nguồn gốc của từ "đồ chơi" vẫn chưa được biết, nhưng người ta tin rằng nó được sử dụng lần đầu tiên vào thế kỷ 14. Đồ chơi chủ yếu được làm cho trẻ em. Món đồ chơi búp bê lâu đời nhất được cho là có niên đại 4.000 năm tuổi.
Chơi với đồ chơi được coi là quan trọng khi chúng ta lớn lên và học hỏi về thế giới xung quanh. Trẻ nhỏ hơn sử dụng đồ chơi để khám phá bản sắc của chúng, giúp cơ thể chúng phát triển mạnh mẽ, tìm hiểu nhân quả, khám phá các mối quan hệ và thực hành các kỹ năng mà chúng cần khi trưởng thành. Đôi khi, người lớn sử dụng đồ chơi để hình thành và củng cố mối liên kết xã hội, dạy dỗ, giúp đỡ trong việc trị liệu, và để ghi nhớ và củng cố các bài học từ thời trẻ của họ.

## Lịch sử

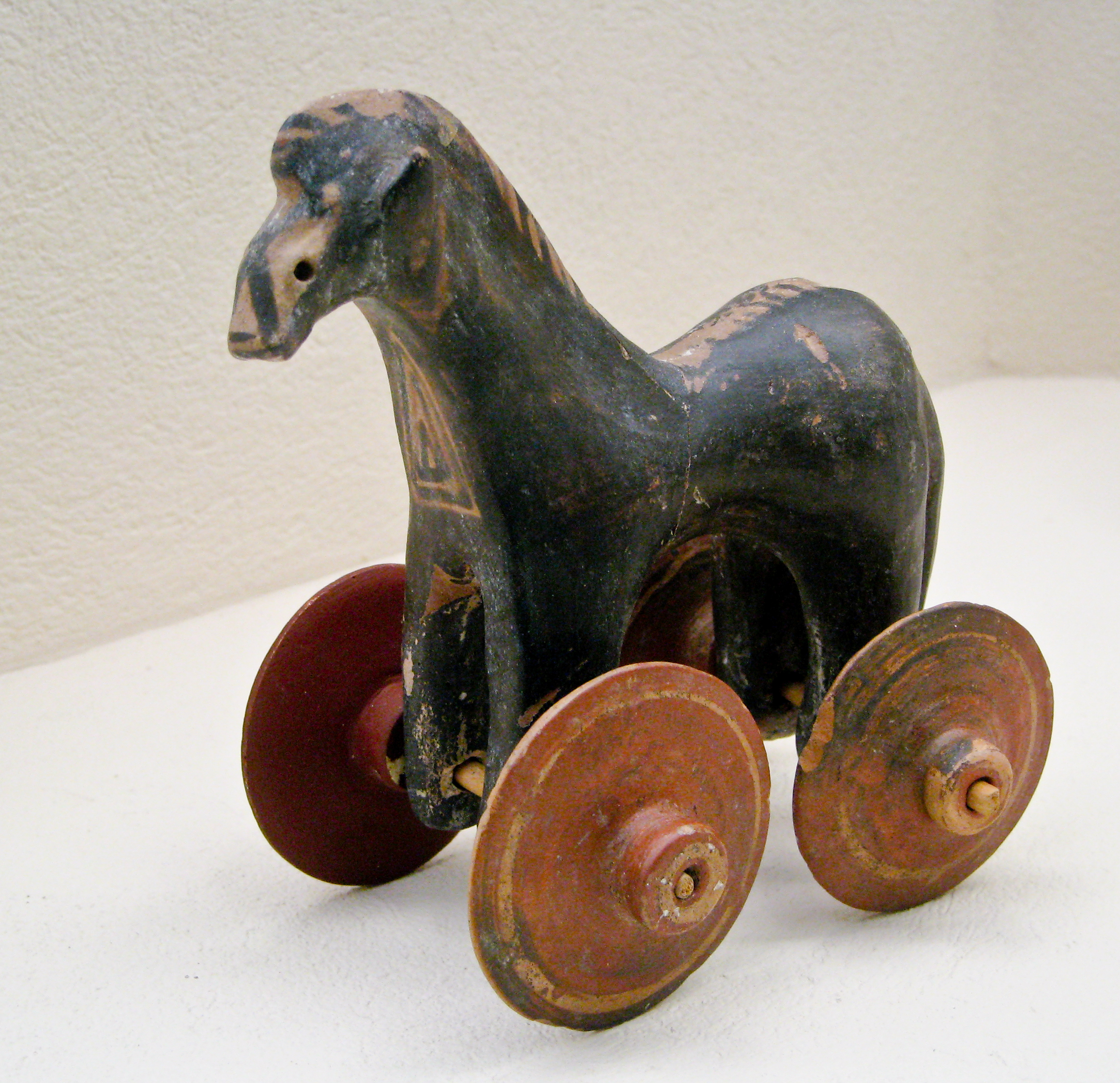
Con ngựa nhỏ trên bánh xe, đồ chơi trẻ em Hy Lạp cổ đại được khám phá từ một ngôi mộ khoảng 950-900 TCN. Nó được lưu trữ tại bảo tàng khảo cổ học Kerameikos, Athena

### Cổ đại
Đa số trẻ em có thể chơi với bất cứ thứ gì chúng tìm thấy như quả thông hay đá. Đồ chơi và trò chơi được khai quật từ các khu vực nền văn minh cổ đại. Đồ chơi được ghi chép lại trong các văn tự cổ. Một số đồ chơi được khai quật từ nền văn minh lưu vực sông Ấn (3000-1500 TCN) bao gồm các xe thồ nhỏ, cái còi có hình giống chim, đồ chơi con khỉ trượt trên dây.
Những đồ chơi đầu tiên được làm từ các vật liệu có trong tự nhiên, chẳng hạn như đá, que và đất sét. Hàng nghìn năm trước, trẻ em Ai Cập chơi với những con búp bê đội tóc giả và tay chân có thể cử động được làm từ đá, gốm và gỗ. Với niềm yêu thích trò chơi, rất có thể người Ai Cập cổ đại cũng có đồ chơi trẻ em, nhưng chúng đặc biệt khó xác định một cách chắc chắn trong hồ sơ khảo cổ. Những bức tượng nhỏ và mô hình được tìm thấy trong các ngôi mộ thường được hiểu là những đồ vật nghi lễ; những thứ từ các khu định cư dễ bị dán nhãn là đồ chơi hơn. Chúng bao gồm con quay, quả cầu lò xo và mô hình động vật bằng gỗ có các bộ phận chuyển động được.
Tại Hy Lạp cổ đại và La Mã cổ đại, trẻ em chơi búp bê làm bằng sáp hay terracotta, khúc củi nhỏ, cung, và yo-yo. Khi trẻ em Hy Lạp, đặc biệt là bé gái đến tuổi nghi lễ (trưởng thành) thì phải dâng hiến đồ chơi cho các vị thần. Vào đêm trước đám cưới, các cô gái trẻ khoảng 14 tuổi sẽ mang những con búp bê của mình đến một ngôi đền như là một nghi thức cho tuổi trưởng thành.
Trò chơi câu đố cơ học cổ nhất cũng có từ Hy Lạp và xuất hiện ở thế kỷ thứ 3 TCN. Trò chơi bao gồm một ô vuông chia thành 14 phần, mục đích là tạo các hình dạng khác nhau từ các phần này. Ở Iran, "puzzle-lock" được tạo ra vào đầu thế kỷ 17.

### Thời đại khai sáng
Đồ chơi trở nên phổ biến hơn với sự thay đổi thái độ đối với trẻ em dưới thời Khai sáng. Trẻ em bắt đầu được coi là con người của chính mình, trái ngược với sự mở rộng của hộ gia đình và chúng có quyền được phát triển và tận hưởng tuổi thơ của mình. Sự đa dạng và số lượng đồ chơi được sản xuất trong thế kỷ 18 tăng đều đặn; John Spilsbury đã phát minh ra trò chơi ghép hình đầu tiên vào năm 1767 để giúp trẻ em học địa lý. Ông đã tạo ra các câu đố về tám chủ đề - Thế giới, Châu Âu, Châu Á, Châu Phi, Châu Mỹ, Anh và xứ Wales, Ireland và Scotland. Ngựa bập bênh (trên các vận động viên bắn cung) được phát triển cùng lúc ở Anh, đặc biệt là với những người giàu có vì nó được cho là để phát triển khả năng thăng bằng của trẻ em khi cưỡi ngựa thật.

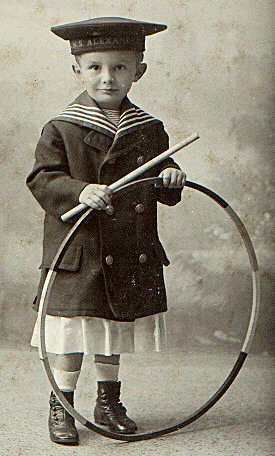
Một cậu bé với một cái vòng. Vòng từ lâu đã trở thành một món đồ chơi phổ biến ở nhiều nền văn hóa.

Thổi bong bóng từ xà phòng giặt còn sót lại trở thành một trò tiêu khiển phổ biến, như trong bức tranh Bong bóng xà phòng (1739) của Jean-Baptiste-Siméon Chardin. Các đồ chơi phổ biến khác bao gồm hoops, toa xe đồ chơi, diều, bánh xe quay và con rối. Nhiều trò chơi hội đồng được John Jefferys sản xuất vào những năm 1750, bao gồm cả A Journey Through Europe. Trò chơi rất giống với các trò chơi hội đồng hiện đại; người chơi di chuyển dọc theo đường đua với việc ném một con xúc xắc (một teetotum thực sự đã được sử dụng) và hạ cánh xuống các không gian khác nhau sẽ giúp ích hoặc cản trở người chơi.
Vào thế kỷ 19, người ta chú trọng đến đồ chơi có mục đích giáo dục đối với họ, chẳng hạn như câu đố, sách, thẻ và trò chơi trên bàn. Đồ chơi theo chủ đề tôn giáo cũng rất phổ biến, bao gồm cả mô hình Noah Ark với các động vật và đồ vật thu nhỏ từ các cảnh khác trong Kinh thánh. Với sự thịnh vượng ngày càng tăng của tầng lớp trung lưu, trẻ em có nhiều thời gian rảnh rỗi hơn, dẫn đến việc áp dụng các phương pháp công nghiệp để sản xuất đồ chơi.
Các đồ chơi dựa trên cơ khí và quang học phức tạp hơn cũng được phát minh. Carpenter và Westley bắt đầu sản xuất hàng loạt chiếc kính vạn hoa, do Sir David Brewster phát minh vào năm 1817, và đã bán được hơn 200.000 mặt hàng trong vòng ba tháng ở London và Paris. Công ty cũng có thể sản xuất hàng loạt đèn lồng ma thuật để sử dụng trong các buổi biểu diễn phantasmagoria và dạ hội, bằng cách phát triển phương pháp sản xuất hàng loạt bằng quy trình in bản đồng. Hình ảnh phổ biến trên những chiếc đèn lồng bao gồm tiền bản quyền, hệ thực vật và động vật, và nhân tạo cấu trúc / địa lý từ khắp nơi trên thế giới. Zoetrope hiện đại được phát minh vào năm 1833 bởi nhà toán học người Anh William George Horner và được phổ biến vào những năm 1860. Búp bê bằng gỗ và sứ trong những ngôi nhà búp bê thu nhỏ rất được các cô gái trung lưu ưa chuộng, trong khi các bé trai chơi với viên bi và xe lửa đồ chơi.

### Thị trường đại chúng

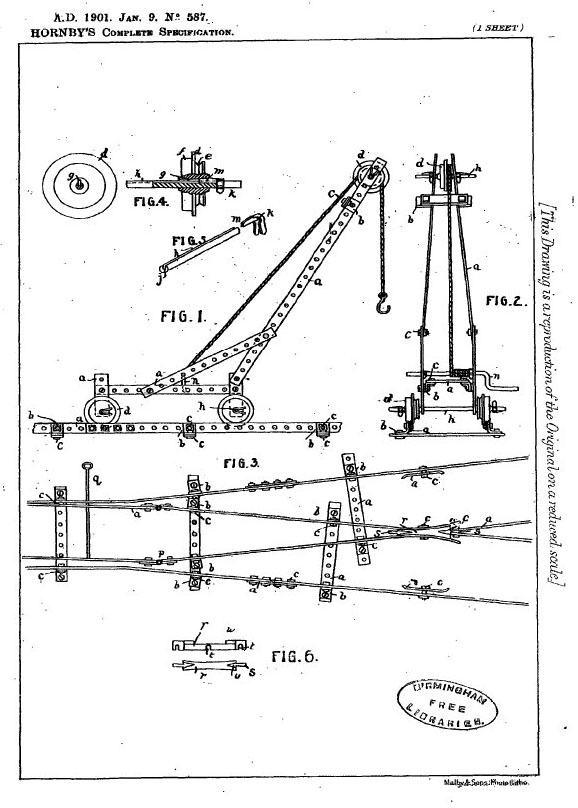
Số bằng sáng chế năm 1901 của Frank Hornby GB190100587A cho cái mà sau này được gọi là Meccano

Thời kỳ hoàng kim của sự phát triển đồ chơi là vào đầu thế kỷ 20. Mức lương thực tế đang tăng đều đặn ở thế giới phương Tây, cho phép ngay cả các gia đình thuộc tầng lớp lao động cũng có thể mua đồ chơi cho con cái của họ, và các kỹ thuật công nghiệp cơ khí chính xác và sản xuất hàng loạt có thể cung cấp nguồn cung để đáp ứng nhu cầu ngày càng tăng này. Sự chú trọng trí tuệ cũng ngày càng được đặt lên tầm quan trọng của một tuổi thơ lành mạnh và hạnh phúc đối với sự phát triển tương lai của trẻ em. William Harbutt, một họa sĩ người Anh, đã phát minh ra plasticine vào năm 1897, và vào năm 1900, việc sản xuất thương mại vật liệu này làm đồ chơi trẻ em bắt đầu. Frank Hornby là người có tầm nhìn xa trong việc phát triển và sản xuất đồ chơi, đồng thời chịu trách nhiệm phát minh và sản xuất ba dòng đồ chơi phổ biến nhất dựa trên các nguyên tắc kỹ thuật trong thế kỷ XX: Meccano, Hornby Model Railways và Dinky Toys.
Meccano là một hệ thống xây dựng mô hình bao gồm các dải kim loại có thể tái sử dụng, các tấm, dầm góc, bánh xe, trục và bánh răng, với đai ốc và bu lông để kết nối các mảnh và cho phép xây dựng các mô hình và thiết bị cơ khí hoạt động. Dinky Toys đi tiên phong trong việc sản xuất đồ chơi đúc với việc sản xuất ô tô đồ chơi, xe lửa và tàu thủy và bộ mô hình xe lửa trở nên phổ biến vào những năm 1920. Công ty của Anh đã cách mạng hóa việc sản xuất đồ chơi lính bằng việc phát minh ra quy trình đúc rỗng bằng chì vào năm 1893  - các sản phẩm của công ty vẫn là tiêu chuẩn công nghiệp trong nhiều năm.
Trò chơi câu đố cũng trở nên thời trang. Năm 1893, luật sư người Anh Angelo John Lewis, dưới bút danh của Giáo sư Hoffman, đã viết một cuốn sách có tên Puzzles Old and New. Nó chứa, trong số những thứ khác, hơn 40 mô tả về các câu đố với cơ chế mở bí mật. Cuốn sách này đã trở thành một tác phẩm tham khảo cho các trò chơi giải đố và rất phổ biến vào thời điểm đó. Trò chơi xếp hình Tangram có nguồn gốc từ Trung Quốc, lan sang châu Âu và châu Mỹ vào thế kỷ 19.
Trong Chiến tranh thế giới thứ hai, một số loại đồ chơi mới đã được tạo ra nhờ sự đổi mới tình cờ. Sau khi cố gắng tạo ra một chất thay thế cho cao su tổng hợp, Bá tước Mỹ L. Warrick đã vô tình phát minh ra "bột bả" trong Thế chiến thứ hai. Sau đó, Peter Hodgson nhận ra tiềm năng như một món đồ chơi thời thơ ấu và đóng gói nó thành Silly Putty. Tương tự, Play-Doh ban đầu được tạo ra như một trình dọn dẹp giấy dán tường. Năm 1943, Richard James đang thử nghiệm với lò xo như một phần trong nghiên cứu quân sự của mình thì ông thấy một chiếc bị lỏng và rơi xuống sàn. Anh đã bị hấp dẫn bởi cách nó nằm lăn lộn trên sàn. Ông đã dành hai năm để tinh chỉnh thiết kế để tìm ra thước đo thép và cuộn dây tốt nhất; kết quả là Slinky, được bán trong các cửa hàng trên khắp Hoa Kỳ.
Sau Chiến tranh thế giới thứ hai, khi xã hội ngày càng trở nên giàu có hơn và công nghệ và vật liệu mới (nhựa) để sản xuất đồ chơi trở nên phổ biến, đồ chơi trở nên rẻ và phổ biến trong các hộ gia đình trên khắp Thế giới phương Tây. Trong số các sản phẩm được biết đến nhiều hơn vào những năm 1950 có dòng sản phẩm xây dựng gạch nhựa đan xen nhiều màu sắc của công ty Lego của Đan Mạch, Khối lập phương Rubik, Mr. Potato Head, búp bê Barbie và Action Man. Ngày nay, có những con búp bê được vi tính hóa có thể nhận dạng và xác định các đồ vật, giọng nói của chủ nhân và chọn trong số hàng trăm cụm từ được lập trình sẵn để phản hồi. Vật liệu làm đồ chơi đã thay đổi, những gì đồ chơi có thể làm đã thay đổi, nhưng thực tế là trẻ em chơi với đồ chơi thì không.

## Văn hóa
Hành động chơi đồ chơi của trẻ em thể hiện các giá trị do người lớn trong cộng đồng cụ thể của họ đặt ra, nhưng qua lăng kính quan điểm của trẻ. Trong các xã hội văn hóa, đồ chơi là một phương tiện để nâng cao nhận thức, xã hội và ngôn ngữ của trẻ.
Ở một số nền văn hóa, xã hội sử dụng đồ chơi như một cách để nâng cao kỹ năng của trẻ trong ranh giới truyền thống về vai trò tương lai của chúng trong cộng đồng. Ở các nền văn hóa Sahara và Bắc Phi, trẻ em được tạo điều kiện vui chơi thông qua việc sử dụng đồ chơi để tạo ra những cảnh dễ nhận biết trong cộng đồng của chúng như săn bắn và chăn gia súc. Giá trị được đặt trong một phiên bản thực tế của sự phát triển trong việc chuẩn bị cho một đứa trẻ trong tương lai mà chúng có khả năng lớn lên. Điều này cho phép đứa trẻ tưởng tượng và tạo ra cách giải thích cá nhân về cách chúng nhìn thế giới của người lớn.
Tuy nhiên, ở các nền văn hóa khác, đồ chơi được sử dụng để mở rộng sự phát triển nhận thức của trẻ theo kiểu duy tâm. Trong những cộng đồng này, người lớn đặt giá trị của việc chơi với đồ chơi lên trên nguyện vọng mà họ đặt ra cho con mình. Trong văn hóa phương Tây, Barbie và Action-Man đại diện cho những nhân vật giống như thật nhưng ở trạng thái tưởng tượng nằm ngoài tầm với của xã hội của những trẻ em và người lớn này. Những món đồ chơi này nhường chỗ cho một thế giới độc đáo, trong đó trò chơi của trẻ em bị cô lập và không phụ thuộc vào những ràng buộc xã hội đặt ra cho xã hội, để trẻ em tự do đi sâu vào phiên bản tưởng tượng và lý tưởng về sự phát triển của chúng trong cuộc sống.
Ngoài ra, trẻ em từ các cộng đồng khác nhau có thể đối xử với đồ chơi của chúng theo những cách khác nhau dựa trên tập quán văn hóa của chúng. Trẻ em ở các cộng đồng giàu có hơn có thể có xu hướng sở hữu đồ chơi của mình, trong khi trẻ em từ các cộng đồng nghèo hơn có thể sẵn sàng chia sẻ và tương tác nhiều hơn với những trẻ khác. Tầm quan trọng của đứa trẻ đối với sự sở hữu được quy định bởi các giá trị tại chỗ trong cộng đồng mà chúng quan sát hàng ngày.

## Sự phát triển của trẻ nhỏ
Đồ chơi, giống như bản thân việc chơi, phục vụ nhiều mục đích ở cả con người và động vật. Chúng mang tính giải trí trong khi hoàn thành vai trò giáo dục. Đồ chơi tăng cường hành vi nhận thức và kích thích sự sáng tạo. Chúng hỗ trợ phát triển các kỹ năng thể chất và tinh thần cần thiết trong cuộc sống sau này.
Một trong những món đồ chơi đơn giản nhất, bộ xếp hình khối gỗ đơn giản cũng là một trong những món đồ chơi phát triển trí não tốt nhất.     Andrew Witkin, giám đốc tiếp thị của Mega Brands nói với Investor's Business Daily rằng, "Chúng giúp phát triển khả năng phối hợp tay mắt, các kỹ năng toán học và khoa học và cũng cho phép trẻ em sáng tạo."  Các đồ chơi khác như bi, đá cuội và bóng phục vụ các chức năng tương tự trong quá trình phát triển của trẻ, cho phép trẻ sử dụng trí óc và cơ thể để tìm hiểu về các mối quan hệ không gian, nguyên nhân và kết quả và một loạt các kỹ năng khác.

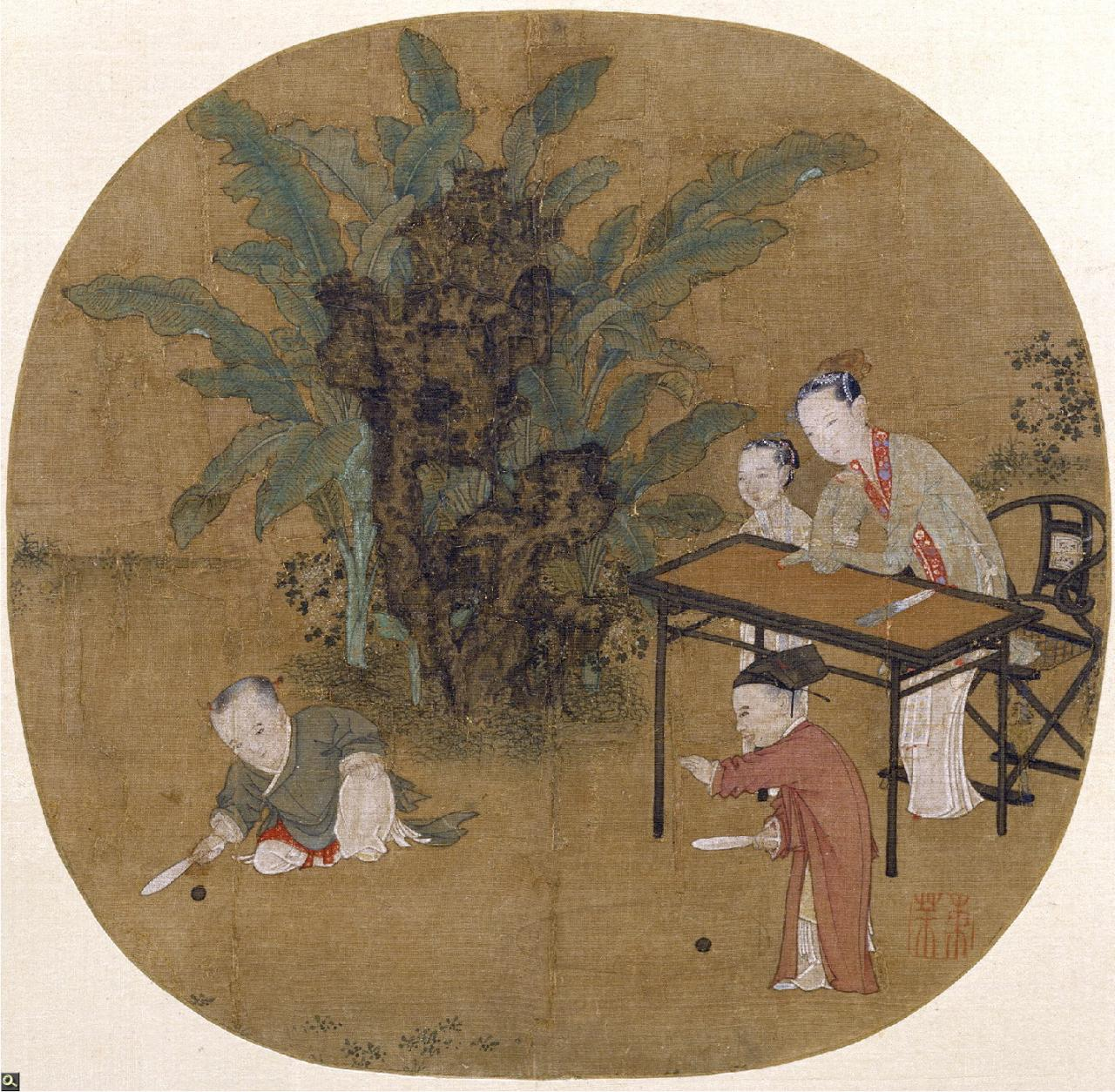
Hai đứa trẻ chơi với bóng mái chèo trong Đánh bóng trong bóng của quả chuối, một bức tranh của nghệ sĩ Trung Quốc Su Hanchen (苏汉臣, hoạt động vào những năm 1130 - 1160 sau Công nguyên), triều đại nhà Tống

Một ví dụ về những cách thức ấn tượng mà đồ chơi có thể ảnh hưởng đến sự phát triển của trẻ liên quan đến đồ chơi điêu khắc bằng đất sét như Play-Doh và Silly Putty và những đồ chơi tự làm ở nhà của chúng. Mary Ucci, Giám đốc Giáo dục của Trung tâm Nghiên cứu Trẻ em của Đại học Wellesley, đã chứng minh những đồ chơi như vậy tác động tích cực đến sự phát triển thể chất, phát triển nhận thức, phát triển cảm xúc và phát triển xã hội của trẻ em như thế nào.
Đồ chơi cho trẻ sơ sinh thường sử dụng âm thanh đặc biệt, màu sắc tươi sáng và kết cấu độc đáo. Thông qua việc chơi với đồ chơi, trẻ sơ sinh bắt đầu nhận ra hình dạng và màu sắc. Sự lặp lại củng cố trí nhớ. Play-Doh, Silly Putty và các vật liệu thực hành khác cho phép trẻ tự làm đồ chơi.
Đồ chơi giáo dục cho trẻ em lứa tuổi đi học thường chứa câu đố, kỹ thuật giải quyết vấn đề hoặc mệnh đề toán học. Thông thường, đồ chơi được thiết kế cho đối tượng lớn tuổi, chẳng hạn như thanh thiếu niên hoặc người lớn, thể hiện các khái niệm nâng cao. Nôi Newton, một món đồ chơi để bàn do Simon Prebble thiết kế, thể hiện sự bảo toàn động lượng và năng lượng.
Không phải đồ chơi nào cũng phù hợp với mọi lứa tuổi của trẻ em. Ngay cả một số đồ chơi được bán trên thị trường cho một độ tuổi cụ thể thậm chí có thể gây hại cho sự phát triển của trẻ trong độ tuổi đó.  

Chơi đồ chơi giáo dục giúp tăng tư duy của trẻ

### Nén tuổi
Nén tuổi là xu hướng hiện đại của trẻ em di chuyển qua các giai đoạn vui chơi nhanh hơn so với trường hợp trước đây. Trẻ em có mong muốn tiến tới những đồ chơi phức tạp hơn với tốc độ nhanh hơn, đặc biệt là các bé gái. Ví dụ, búp bê Barbie đã từng được bán trên thị trường cho các bé gái khoảng 8 tuổi nhưng đã trở nên phổ biến hơn trong những năm gần đây với các bé gái khoảng 3 tuổi. Bao bì cho búp bê có nhãn phù hợp với lứa tuổi từ 3 trở lên. Ngược lại, các bé trai dường như thích đồ chơi và trò chơi trong khoảng thời gian dài hơn, tập trung vào những đồ chơi đáp ứng sở thích lắp ráp và tháo rời đồ chơi cơ học và đồ chơi "di chuyển nhanh và những thứ chiến đấu". Một giám đốc điều hành trong ngành chỉ ra rằng các bé gái đã bước vào giai đoạn "mười bảy tuổi" khi chúng 8 tuổi và muốn có đồ chơi phi truyền thống, trong khi các bé trai vẫn duy trì sự quan tâm đến đồ chơi truyền thống cho đến khi chúng 12 tuổi, nghĩa là đồ chơi truyền thống. ngành công nghiệp giữ chân khách hàng con trai lâu hơn 50% so với khách hàng con gái.
Các bé gái bị thu hút bởi "âm nhạc, quần áo, trang điểm, các chương trình truyền hình tài năng và những người nổi tiếng". Khi trẻ nhỏ tiếp xúc nhiều hơn và bị thu hút bởi âm nhạc dành cho trẻ lớn hơn và thanh thiếu niên, các công ty đang phải suy nghĩ lại về cách họ phát triển và tiếp thị sản phẩm của mình. Các bé gái cũng thể hiện lòng trung thành lâu hơn với các nhân vật trong đồ chơi và trò chơi được tiếp thị cho chúng. Nhiều công ty đồ chơi toàn cầu đã tự tiếp thị về khía cạnh này của sự phát triển của trẻ em gái, ví dụ như thương hiệu Hello Kitty và nhượng quyền thương mại Công chúa Disney. Những năm gần đây, các bé trai tỏ ra thích thú với trò chơi máy tính hơn.

## Giới tính

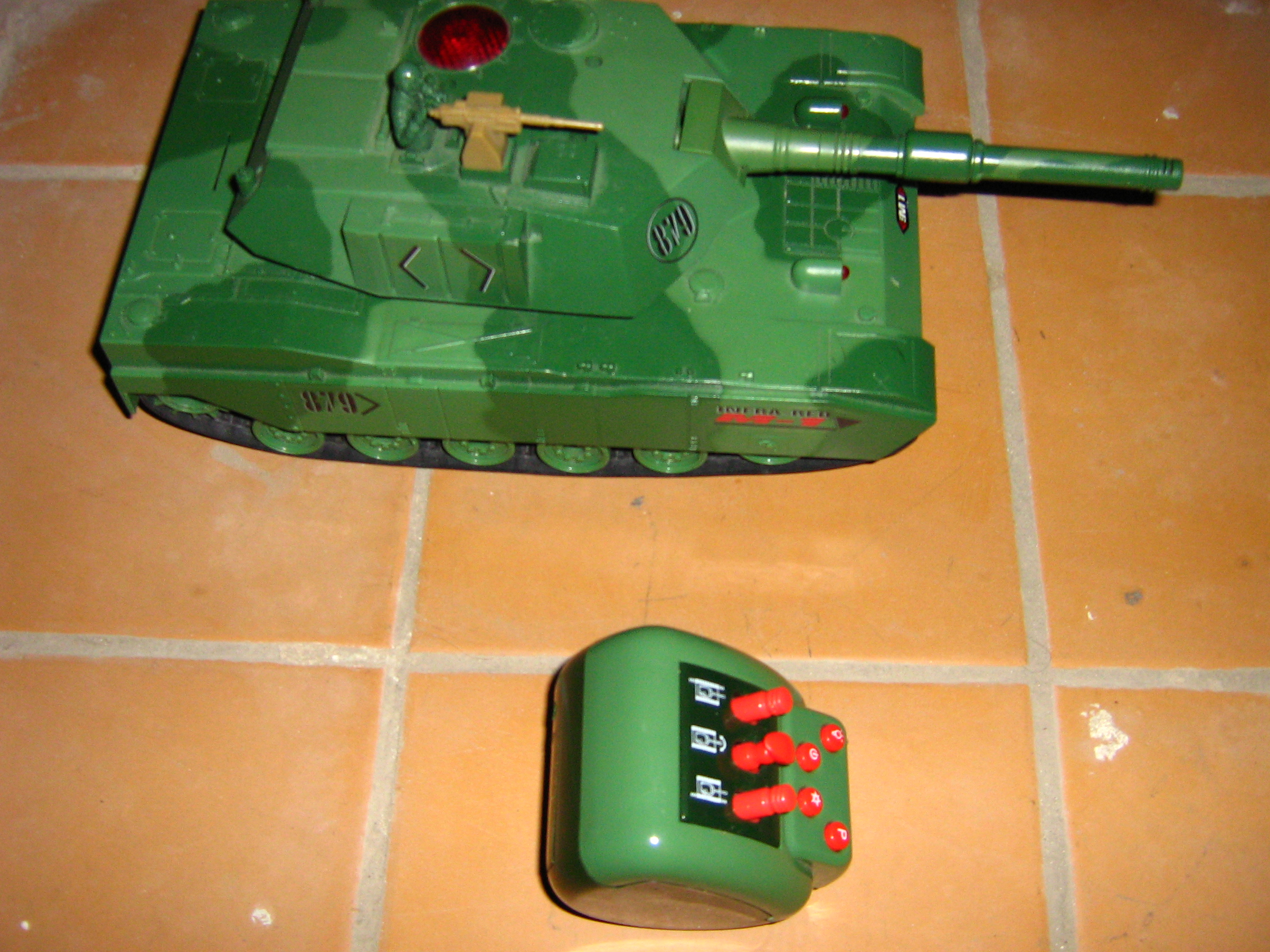
Một chiếc xe tăng đồ chơi có điều khiển từ xa. Những đồ chơi như vậy thường được coi là đồ chơi của các bé trai.

Một số đồ chơi nhất định, chẳng hạn như búp bê Barbie và lính đồ chơi, thường được cho là dễ chấp nhận đối với một giới tính này hơn giới tính kia. Bước ngoặt cho việc bổ sung giới tính vào đồ chơi diễn ra vào những năm 1960 và 1970. Trước năm 1975, chỉ có khoảng hai phần trăm đồ chơi được dán nhãn theo giới tính, trong khi ngày nay trên trang web của cửa hàng Disney, được coi là lực lượng thống trị toàn cầu về đồ chơi bởi nhà nghiên cứu Claire Miller, tất cả đồ chơi đều được dán nhãn theo giới tính. Tạp chí Sex Roles bắt đầu công bố nghiên cứu về chủ đề này vào năm 1975, tập trung vào những tác động của giới tính ở tuổi trẻ. Cũng vậy, nhiều sách giáo khoa tâm lý bắt đầu đề cập đến vấn đề mới này. Cùng với các ấn phẩm này, các nhà nghiên cứu cũng bắt đầu thách thức những ý kiến coi nam và nữ là đối lập nhau, thậm chí đi xa hơn khi khẳng định đồ chơi có đặc điểm của cả hai giới là phù hợp.
Một cột mốc quan trọng đối với nghiên cứu về giới là việc sử dụng phân tích tổng hợp, cung cấp cách đánh giá các mẫu một cách có hệ thống, đặc biệt phù hợp với một chủ đề như giới tính, vốn có thể khó định lượng. Bản chất và sự nuôi dưỡng đã được phân tích trong lịch sử khi nhìn vào giới trong cuộc chơi, cũng như được các đồng nghiệp và cha mẹ củng cố các vai trò giới điển hình và do đó, vai trò giới. Các công ty đồ chơi thường thúc đẩy sự phân biệt theo giới tính trong đồ chơi vì nó cho phép họ tùy chỉnh cùng một món đồ chơi cho mỗi giới tính, điều này cuối cùng sẽ tăng gấp đôi doanh thu của họ. Ví dụ, Legos đã thêm nhiều màu sắc hơn vào một số bộ đồ chơi vào những năm 1990, bao gồm cả những màu thường được cho là của các bé gái như màu hoa oải hương.
Các nhà nghiên cứu đã lưu ý rằng, "Trẻ em dưới 18 tháng có những lựa chọn đồ chơi theo khuôn mẫu giới tính". Khi theo dõi chuyển động của mắt ở trẻ sơ sinh, các bé gái sơ sinh thể hiện sở thích nhìn búp bê hơn xe tải đồ chơi (d> 1,0). Bé trai không thích xe tải hơn búp bê. Tuy nhiên, họ tập trung vào xe tải nhiều hơn các cô gái (d = 0,78). Nghiên cứu nhỏ này cho thấy rằng ngay cả trước khi xuất hiện bất kỳ sự tự nhận thức nào về bản dạng giới, trẻ em đã thích những món đồ chơi đặc trưng cho giới tính. Những khác biệt này trong việc lựa chọn đồ chơi đã được hình thành rõ ràng ở đứa trẻ trước ba tuổi.

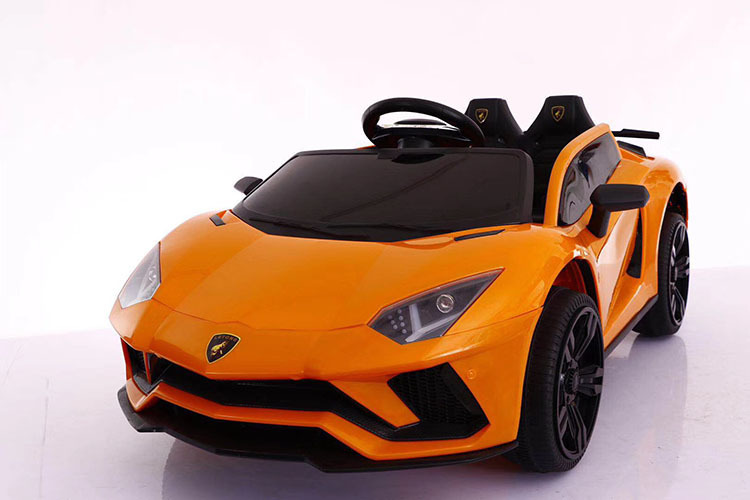
Một mẫu Xe Ô Tô Điện Trẻ Em ưa thích của các bé trai hiện nay

Một nghiên cứu khác được thực hiện bởi Jeffrey Trawick-Smith đã chụp 60 trẻ em khác nhau từ ba đến bốn tuổi và quan sát chúng chơi với chín đồ chơi khác nhau được coi là tốt nhất cho sự phát triển. Họ được chơi với đồ chơi trong một môi trường điển hình, một lớp học mầm non, điều này cho phép kết quả xác thực hơn so với nghiên cứu được thực hiện trong phòng thí nghiệm. Sau đó, các nhà nghiên cứu định lượng chất lượng chơi của trẻ em với mỗi món đồ chơi dựa trên các yếu tố như học tập, giải quyết vấn đề, tò mò, sáng tạo, trí tưởng tượng và tương tác với bạn bè. Kết quả cho thấy các bé trai thường nhận được điểm số về chất lượng chơi tổng thể cao hơn so với các bé gái và đồ chơi có chất lượng chơi tốt nhất là những đồ chơi được xác định là trung tính nhất về giới tính, chẳng hạn như các khối xây dựng và gạch cùng với các mảnh ghép mô hình người. Trawick-Smith sau đó kết luận rằng nghiên cứu khuyến khích tập trung vào đồ chơi có lợi cho cả hai giới tính để tạo ra sự cân bằng tốt hơn.
Trong khi một số cha mẹ khuyến khích việc chơi đùa không phân biệt giới tính, nhiều bậc cha mẹ khuyến khích con trai và con gái của họ tham gia các hoạt động phân biệt giới tính, bao gồm chơi búp bê và tham gia vào các hoạt động trông nhà cho trẻ em gái, chơi với xe tải và tham gia các hoạt động thể thao cho trẻ em trai. Nhà nghiên cứu Susan Witt nói rằng cha mẹ là người có ảnh hưởng chính đến vai trò giới tính của con cái. Cha mẹ, anh chị em, bạn bè đồng trang lứa và thậm chí cả giáo viên đã được chứng minh là phản ứng tích cực hơn với việc trẻ em tham gia vào các hành vi điển hình về giới tính và chơi với đồ chơi đặc trưng về giới tính. Điều này thường được thực hiện thông qua khuyến khích hoặc ngăn cản, cũng như gợi ý  và bắt chước. Ngoài ra, con trai có nhiều khả năng bị tăng cường cho các trò chơi tiêu biểu cho giới tính và không khuyến khích các trò chơi không điển hình. Tuy nhiên, việc phụ nữ chơi đồ chơi được thiết kế "dành cho trẻ em trai" nói chung không bị coi thường, một hoạt động cũng trở nên phổ biến hơn trong những năm gần đây. Các ông bố cũng có nhiều khả năng củng cố các trò chơi điển hình và không khuyến khích các trò chơi không điển hình hơn các bà mẹ. Một nghiên cứu được thực hiện bởi nhà nghiên cứu Susan Witt cho thấy rằng những khuôn mẫu thường chỉ được củng cố bởi môi trường, điều này khiến chúng kéo dài trong cuộc sống già hơn.
Sự phân bổ khuôn mẫu này về đồ chơi dành cho trẻ em gái và trẻ em trai đang dần thay đổi, với việc các công ty sản xuất đồ chơi tạo ra nhiều đồ chơi phân biệt giới tính hơn, vì những lợi ích liên quan đến việc cho phép trẻ em chơi với những đồ chơi hấp dẫn chúng vượt xa việc kiểm soát sở thích cá nhân của chúng. Ví dụ, nhiều cửa hàng đang bắt đầu thay đổi nhãn giới tính của họ trên các mặt hàng đồ chơi trẻ em. Target đã xóa tất cả thông tin nhận dạng liên quan đến giới tính khỏi lối đi đồ chơi của họ và Disney cũng làm như vậy đối với trang phục của họ. Cửa hàng Disney là một ví dụ đặc biệt phổ biến về giới tính trong trò chơi vì chúng là một bản sắc toàn cầu trong thế giới đồ chơi. Một nghiên cứu được thực hiện trên trang web của họ cho thấy mặc dù họ đã xóa nhãn giới tính khỏi trang phục của mình, nhưng đồ chơi trực tuyến phản ánh bản dạng giới khuôn mẫu hơn. Ví dụ, nam giới liên quan đến thể chất và nữ giới liên quan đến sắc đẹp, nhà ở và chăm sóc. Ngoài ra, mặc dù họ quảng cáo đồ chơi của họ là dành cho cả hai giới tính, nhưng không có phần dành cho trẻ em trai và trẻ em gái kết hợp trên trang web của họ. Những thứ thường được coi là dành cho cả hai giới tính gần giống với những gì mà nhiều người sẽ gắn nhãn "đồ chơi cho bé trai", vì chúng liên quan gần hơn đến khuôn mẫu về nam tính trong trò chơi.
Truyền thống trong các nền văn hóa khác nhau thúc đẩy việc truyền lại một số đồ chơi cho con cái họ dựa trên giới tính của đứa trẻ. Trong các cộng đồng người da đỏ ở Nam Mỹ, các bé trai được bố tặng cung tên đồ chơi trong khi các bé gái nhận giỏ đồ chơi từ mẹ. Trong các cộng đồng văn hóa Bắc Phi và Sahara, giới tính đóng một vai trò nhất định trong việc tạo ra búp bê tự tạo. Trong khi búp bê nữ được sử dụng để đại diện cho cô dâu, người mẹ và người vợ, thì búp bê nam được sử dụng để đại diện cho kỵ sĩ và chiến binh. Sự tương phản này bắt nguồn từ các vai trò khác nhau của nam giới và phụ nữ trong các cộng đồng Sahara và Bắc Phi. Có sự khác biệt trong đồ chơi dành cho trẻ em gái và trẻ em trai trong các nền văn hóa khác nhau, điều này phản ánh vai trò khác nhau của nam giới và phụ nữ trong một cộng đồng văn hóa cụ thể.
Nghiên cứu về tác động của giới tính trong đồ chơi cho thấy rằng nên khuyến khích việc chơi đùa trung lập hơn với giới tính để hướng tới sự phân biệt giới tính. Nhà nghiên cứu Carol Auster và Claire Mansbach cũng khuyến khích rằng việc cho phép trẻ em chơi với những đồ chơi phù hợp hơn với tài năng của chúng sẽ giúp chúng phát triển tốt hơn các kỹ năng của mình. Về ảnh hưởng của cha mẹ, một nghiên cứu cho thấy rằng cha mẹ thể hiện một số hành vi ái nam ái nữ có điểm số cao hơn về sự ủng hộ, nồng nhiệt và giá trị bản thân đối với việc đối xử với con cái của họ. Ngay cả khi cuộc tranh luận này đang phát triển và trẻ em ngày càng có xu hướng vượt qua các rào cản về giới tính bằng đồ chơi của mình, các bé gái thường được khuyến khích làm như vậy hơn các bé trai vì giá trị xã hội của nam tính.

## Kinh tế học

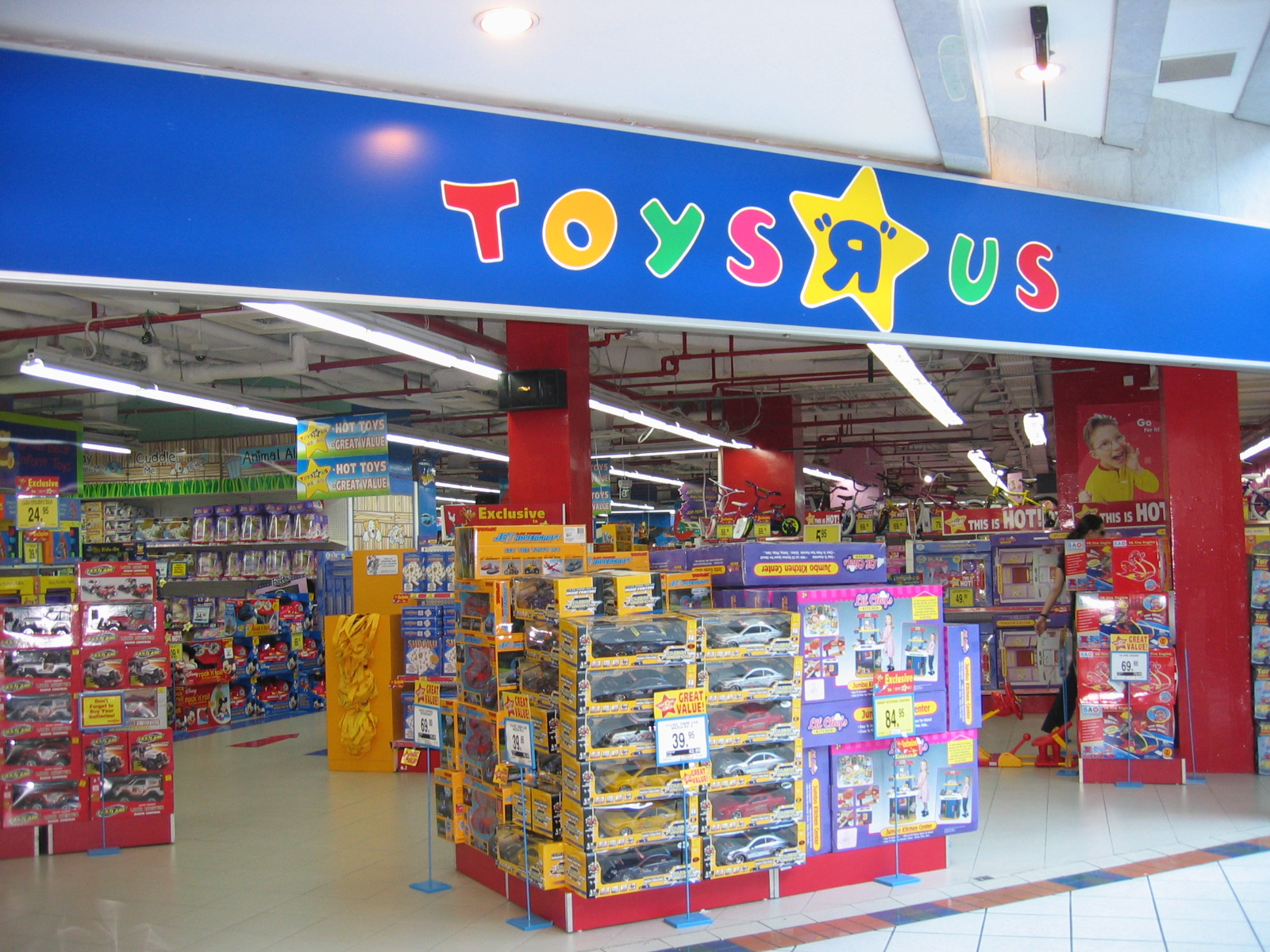
Toys "R" Us vận hành hơn 1.500 cửa hàng ở 30 quốc gia và có doanh thu hàng năm là 13,6 tỷ đô la Mỹ

Do đồ chơi chiếm một phần lớn và quan trọng trong sự tồn tại của con người, nên ngành công nghiệp đồ chơi sẽ có tác động kinh tế đáng kể. Doanh số bán đồ chơi thường tăng vào những ngày lễ, nơi mà việc tặng quà là một truyền thống. Một số ngày lễ này bao gồm Giáng sinh, Lễ Phục sinh, Ngày Thánh Nicholas và Ngày Ba Vua.
Năm 2005, tổng doanh số bán đồ chơi ở Hoa Kỳ đạt khoảng 22,9 tỷ USD. Riêng tiền chi cho trẻ em từ 8 đến 12 tuổi đã tổng cộng khoảng 221 triệu USD hàng năm ở Hoa Kỳ  Người ta ước tính rằng vào năm 2011, 88% doanh số bán đồ chơi là ở nhóm tuổi từ 0-11 tuổi.
Các công ty đồ chơi thay đổi và điều chỉnh đồ chơi của họ để đáp ứng nhu cầu thay đổi của trẻ em, do đó giành được thị phần lớn hơn trên thị trường đáng kể. Trong những năm gần đây, nhiều loại đồ chơi đã trở nên phức tạp hơn với đèn nhấp nháy và âm thanh nhằm thu hút trẻ em được nuôi dạy trên tivi và internet. Theo chủ tịch của Mattel, Neil Friedman, "Đổi mới là chìa khóa trong ngành công nghiệp đồ chơi và để thành công, người ta phải tạo ra khoảnh khắc 'tuyệt vời' cho trẻ em bằng cách thiết kế đồ chơi có tính năng thú vị, sáng tạo và bao gồm công nghệ mới và nội dung hấp dẫn."
Trong nỗ lực giảm chi phí, nhiều nhà sản xuất đồ chơi hàng loạt đặt nhà máy của họ ở những khu vực có mức lương thấp hơn. Trung Quốc sản xuất khoảng 70% đồ chơi trên thế giới và là nơi đặt trụ sở của hơn 8.000 công ty đồ chơi, hầu hết đều nằm ở Đồng bằng sông Châu Giang của tỉnh Quảng Đông. Ví dụ, 75% tất cả đồ chơi được bán ở Mỹ được sản xuất tại Trung Quốc. Các vấn đề và sự kiện như mất điện, cung cấp nguyên liệu thô, cung cấp lao động và tăng lương ảnh hưởng đến các khu vực đặt nhà máy thường có tác động to lớn đến ngành công nghiệp đồ chơi ở các nước nhập khẩu.
Nhiều nhà sản xuất đồ chơi truyền thống đã thua các nhà sản xuất trò chơi điện tử trong nhiều năm. Do đó, một số nhà sản xuất đồ chơi truyền thống đã tham gia vào lĩnh vực trò chơi điện tử và thậm chí biến trò chơi âm thanh thành đồ chơi, và đang nâng cao thương hiệu mà họ có bằng cách giới thiệu các tiện ích mở rộng tương tác hoặc kết nối internet cho đồ chơi hiện tại của họ.
Ngoài ra, sự gia tăng của sản xuất phân phối cho phép người tiêu dùng tự làm đồ chơi từ các thiết kế mã nguồn mở bằng máy in 3-D. Tính đến năm 2017, người tiêu dùng đã bù đắp được 10 triệu đô la mỗi năm bằng cách in 3D đồ chơi của riêng họ từ MyMiniFactory, một kho lưu trữ duy nhất.

## Phân loại

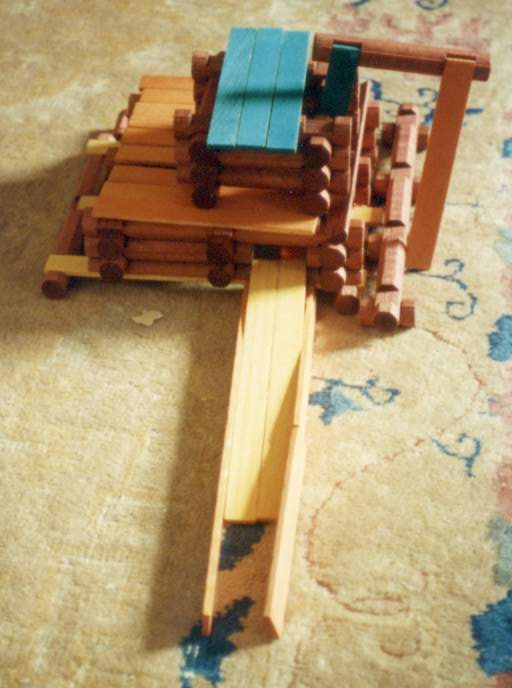
Lincoln Logs là một loại đồ chơi xây dựng phổ biến ở Mỹ từ những năm 1920.

### Bộ đồ xây dựng
Nhà triết học Hy Lạp Plato đã viết rằng kiến trúc sư tương lai nên chơi xây nhà khi còn nhỏ. Bộ xây dựng là một tập hợp các phần riêng biệt có thể được ghép lại với nhau để tạo ra các mô hình. Các mô hình phổ biến để làm bao gồm ô tô, tàu vũ trụ và nhà ở. Những thứ được xây dựng đôi khi được sử dụng như đồ chơi sau khi hoàn thành, nhưng nói chung, đối tượng là để xây dựng những thứ theo thiết kế của riêng mình, và các mô hình cũ thường được chia nhỏ và các mảnh được sử dụng lại trong các mô hình mới.
Đồ chơi xây dựng lâu đời nhất và có lẽ là phổ biến nhất là một bộ các khối gỗ đơn giản, thường được sơn màu sáng và được tặng cho trẻ sơ sinh và trẻ mới biết đi. Các bộ xây dựng như gạch Lego và Lincoln Logs được thiết kế cho trẻ em lớn hơn một chút và đã khá phổ biến trong thế kỷ trước. Các bộ xây dựng thu hút trẻ em (và người lớn), những người thích làm việc bằng tay, giải câu đố và các loại hình giàu trí tưởng tượng.
Một số ví dụ khác bao gồm Bayko, Konstruk-Tubes, K'Nex, Erector Sets, Tinkertoys và Meccano, và đồ chơi xây dựng thông thường như đồ chơi nam châm Neodymium.

### Búp bê và hình thu nhỏ

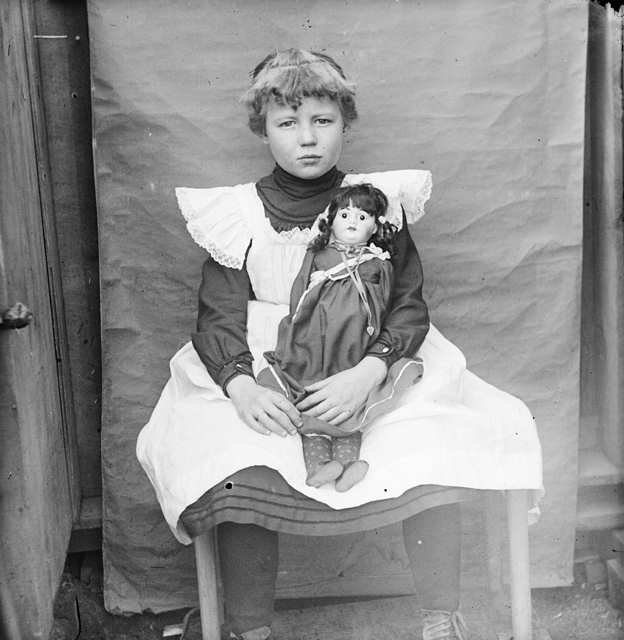
Một bé gái và con búp bê vào những năm 1900.

Búp bê là mô hình của một con người (thường là một em bé), một hình người (như Bert và Ernie), hoặc một con vật. Búp bê hiện đại thường được làm bằng vải hoặc nhựa. Các vật liệu khác đã hoặc đang được sử dụng để sản xuất búp bê bao gồm nút chai, xương, đá, gỗ, sứ (đôi khi được gọi là sành sứ), bisque, celluloid, sáp, và thậm chí cả táo. Thường thì mọi người sẽ làm búp bê từ bất kỳ vật liệu nào có sẵn.
Đôi khi được dùng làm đồ trang trí, vật kỷ niệm hoặc đồ sưu tầm cho trẻ lớn hơn và người lớn, hầu hết búp bê được dùng làm đồ chơi cho trẻ em, thường là các bé gái, chơi cùng. Những con búp bê đã được tìm thấy trong các ngôi mộ Ai Cập có niên đại từ năm 2000 trước Công nguyên.
Búp bê thường là những khối thu nhỏ, nhưng búp bê trẻ em có thể có kích thước và trọng lượng thật. Búp bê hoặc thú nhồi bông bằng vật liệu mềm đôi khi được gọi là đồ chơi sang trọng hoặc thú bông. Một món đồ chơi phổ biến của loại này là gấu bông.

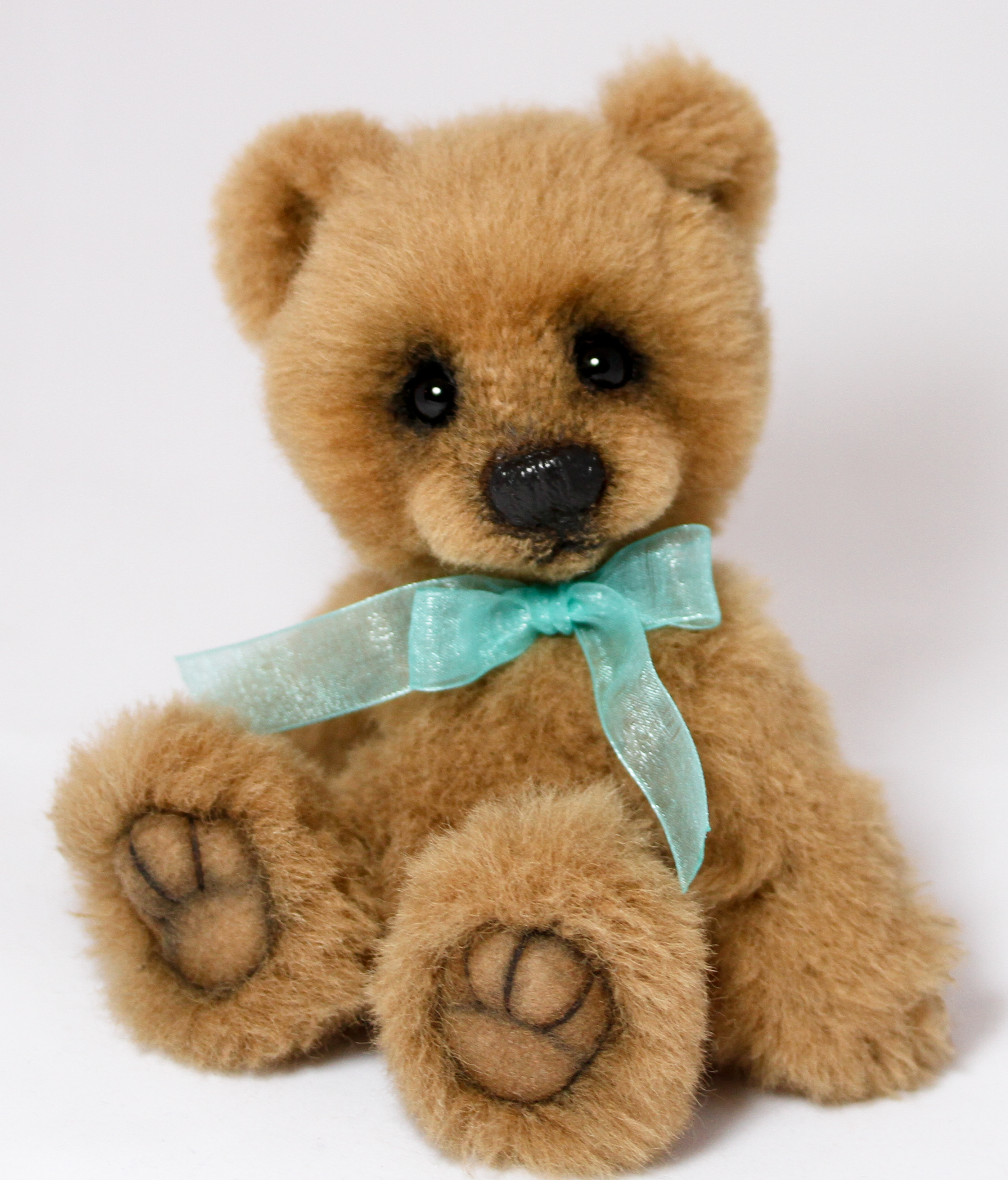
Gấu bông

Sự phân biệt thường được tạo ra giữa búp bê và nhân vật hành động, thường được xây dựng bằng nhựa hoặc bán kim loại và có thể tạo hình ở một mức độ nào đó, và thường là hàng hóa từ các chương trình truyền hình hoặc phim có các nhân vật này. Các nhân vật hành động hiện đại, chẳng hạn như Action Man, thường được bán cho các bé trai, trong khi búp bê thường được bán cho các bé gái.
Những người lính đồ chơi, có lẽ là tiền thân của các nhân vật hành động hiện đại, đã là một món đồ chơi phổ biến trong nhiều thế kỷ. Chúng cho phép trẻ em thực hiện các trận chiến, thường là với các thiết bị quân sự đồ chơi và lâu đài hoặc pháo đài. Hình ảnh động vật thu nhỏ cũng phổ biến rộng rãi, với trẻ em có thể thực hiện các hoạt động nông trại với động vật và thiết bị làm trung tâm trong trang trại đồ chơi.

### Xe-thuyền

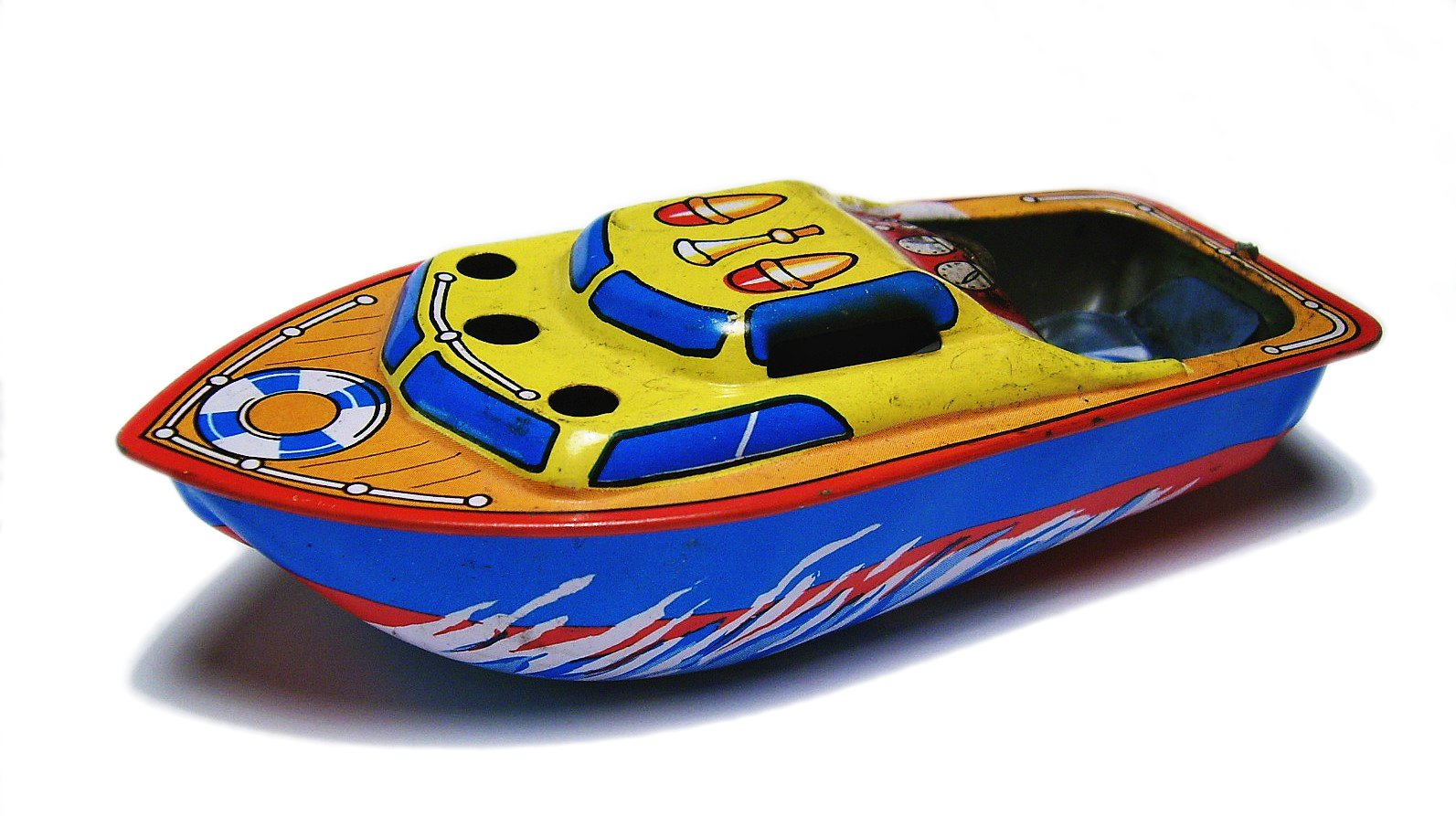
Một chiếc thuyền đồ chơi.

Trẻ em đã chơi với các phiên bản thu nhỏ của các phương tiện giao thông từ thời cổ đại, với những chiếc xe hai bánh đồ chơi được mô tả trên những chiếc bình Hy Lạp cổ đại. Đồ chơi chắn gió cũng đóng góp một phần vào sự phát triển của các loại xe đồ chơi. Các sản phẩm tương đương hiện đại bao gồm ô tô đồ chơi như ô tô do Matchbox hoặc Hot Wheels sản xuất, máy bay thu nhỏ, thuyền đồ chơi, xe quân sự và xe lửa. Ví dụ về loại thứ hai bao gồm từ bộ gỗ cho trẻ nhỏ như BRIO đến các mô hình xe lửa thực tế phức tạp hơn như do Lionel, Doepke và Hornby sản xuất. Xe đúc lớn hơn, tỷ lệ 1:18, đã trở thành đồ chơi phổ biến; những chiếc xe này được sản xuất chú trọng đến từng chi tiết. 

### Câu đố

Khối Rubik

Câu đố là một vấn đề hoặc bí ẩn thách thức sự khéo léo. Giải pháp cho câu đố có thể yêu cầu nhận dạng các mẫu và tạo một thứ tự cụ thể. Những người có năng khiếu suy luận quy nạp cao có thể giải những câu đố này tốt hơn những người khác. Những câu đố dựa trên quá trình tìm hiểu và khám phá để hoàn thành có thể được giải nhanh hơn bởi những người có kỹ năng suy luận tốt. Một đồ chơi xếp hình phổ biến là Khối lập phương Rubik, được phát minh bởi Ernő Rubik người Hungary vào năm 1974. Phổ biến vào những năm 1980, việc giải khối lập phương đòi hỏi kỹ năng lập kế hoạch và giải quyết vấn đề cũng như liên quan đến các thuật toán.
Có nhiều loại câu đố khác nhau, ví dụ mê cung là một loại câu đố du lịch. Các danh mục khác bao gồm; câu đố xây dựng, câu đố hình que, câu đố xếp gạch, câu đố phân loại, câu đố trượt, câu đố logic, câu đố hình ảnh, câu đố khóa và câu đố cơ học.

### Sưu tầm
Một số đồ chơi, chẳng hạn như Beanie Babies, thu hút một số lượng lớn những người đam mê, cuối cùng trở thành đồ sưu tầm. Các đồ chơi khác, chẳng hạn như Boyds Bears được bán cho người lớn dưới dạng đồ sưu tầm. Một số người bỏ ra số tiền lớn với nỗ lực có được những bộ sưu tập lớn hơn và hoàn thiện hơn. Ví dụ: kỷ lục cho một bộ phân phối Pez duy nhất tại phiên đấu giá là 1100 đô la Mỹ.

### Quảng cáo

Máy kéo đồ chơi kiêm quảng cáo cho John Deere.

Nhiều bộ phim thành công, chương trình truyền hình, sách và đội thể thao có hàng hóa chính thức, thường bao gồm đồ chơi liên quan. Một số ví dụ đáng chú ý là Star Wars (nhượng quyền thương mại giả tưởng không gian) và Arsenal, một câu lạc bộ bóng đá Anh.
Đồ chơi khuyến mại có thể thuộc bất kỳ danh mục đồ chơi nào khác; ví dụ: chúng có thể là búp bê hoặc nhân vật hành động dựa trên các nhân vật trong phim hoặc vận động viên chuyên nghiệp hoặc chúng có thể là quả bóng, yo-yo và hộp ăn trưa có logo trên đó. Đôi khi chúng được tặng miễn phí như một hình thức quảng cáo. Máy bay mô hình thường là đồ chơi được các hãng hàng không sử dụng để quảng bá thương hiệu của họ, cũng như ô tô đồ chơi, xe tải và tàu hỏa mô hình cũng được sử dụng bởi vận tải đường bộ, đường sắt và các công ty khác. Nhiều nhà sản xuất thực phẩm tổ chức các chương trình khuyến mãi trong đó một món đồ chơi đi kèm với sản phẩm chính như một giải thưởng. Đồ chơi cũng được sử dụng làm phí bảo hiểm, nơi người tiêu dùng đổi bằng chứng mua hàng từ một sản phẩm và trả phí vận chuyển và xử lý để nhận được đồ chơi. Một số người nỗ lực lớn để thu thập các loại đồ chơi khuyến mại.

### Đồ chơi kỹ thuật số
Đồ chơi kỹ thuật số là đồ chơi kết hợp một số dạng công nghệ kỹ thuật số tương tác. Ví dụ về đồ chơi kỹ thuật số bao gồm vật nuôi ảo và trò chơi điện tử cầm tay. Trong số những đồ chơi kỹ thuật số sớm nhất là Mattel Auto Race và Little Professor, cả hai đều được phát hành vào năm 1976. Khái niệm sử dụng công nghệ theo cách làm cầu nối giữa kỹ thuật số với thế giới vật lý, mang lại trải nghiệm tương tác độc đáo cho người dùng cũng được gọi là "Phygital".

### Hoạt động thể chất

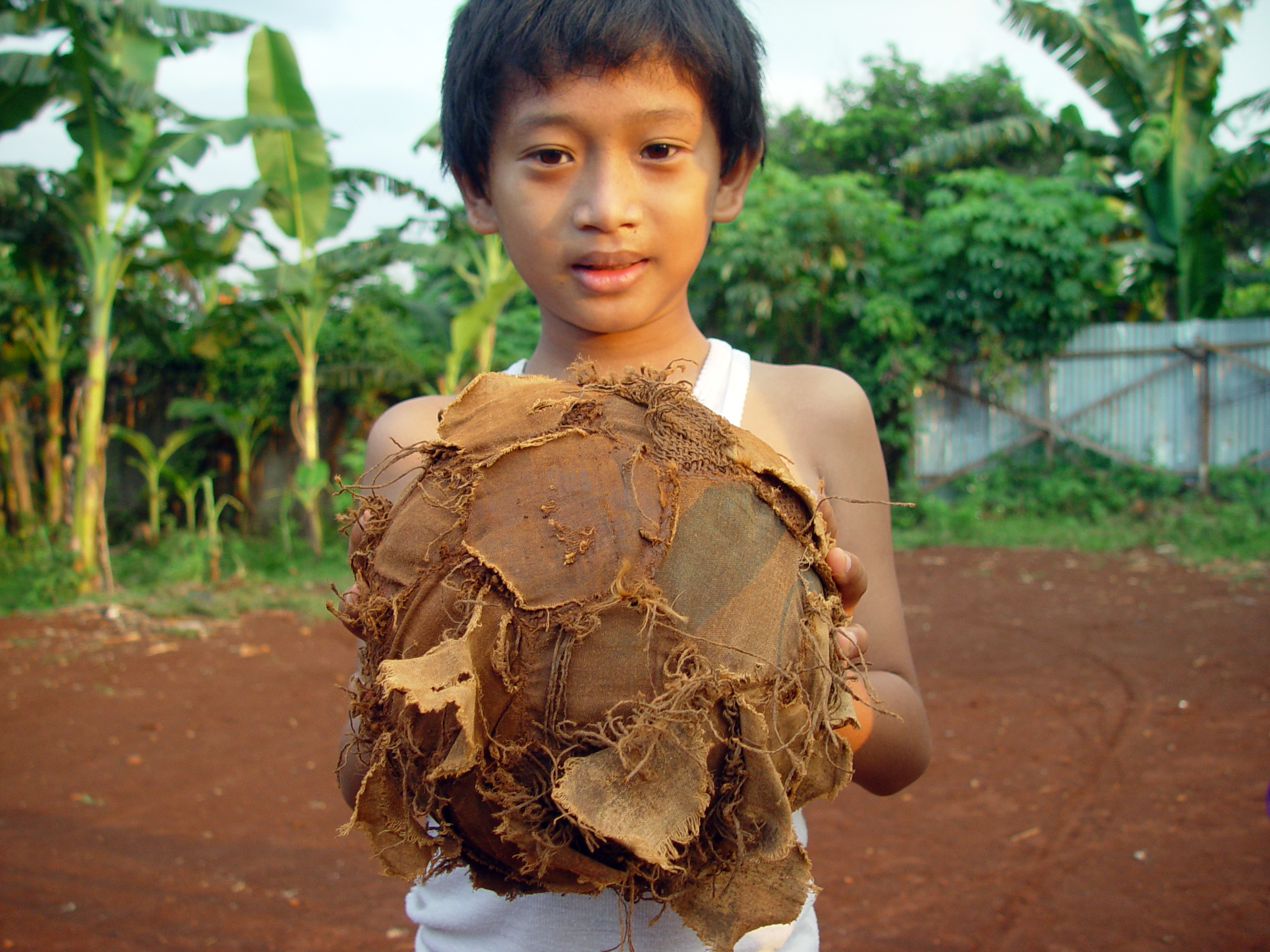
Một cậu bé đến từ Jakarta với quả bóng của mình. Trò chơi bóng là bài tập thể dục tốt và phổ biến trên toàn thế giới.

Rất nhiều đồ chơi là một phần của trò chơi vận động. Chúng bao gồm các đồ chơi truyền thống như vòng, áo, dây nhảy và bóng, cũng như các đồ chơi hiện đại hơn như Frisbees, túi đựng chân, astrojax và Myachi.
Chơi với những loại đồ chơi này cho phép trẻ em rèn luyện sức khỏe, xây dựng xương và cơ chắc khỏe, đồng thời giúp tăng cường thể chất. Ném và bắt bóng và ném có thể cải thiện khả năng phối hợp tay - mắt. Nhảy dây, (còn gọi là nhảy dây) và chơi với túi chân có thể cải thiện khả năng giữ thăng bằng.

## Quy định an toàn

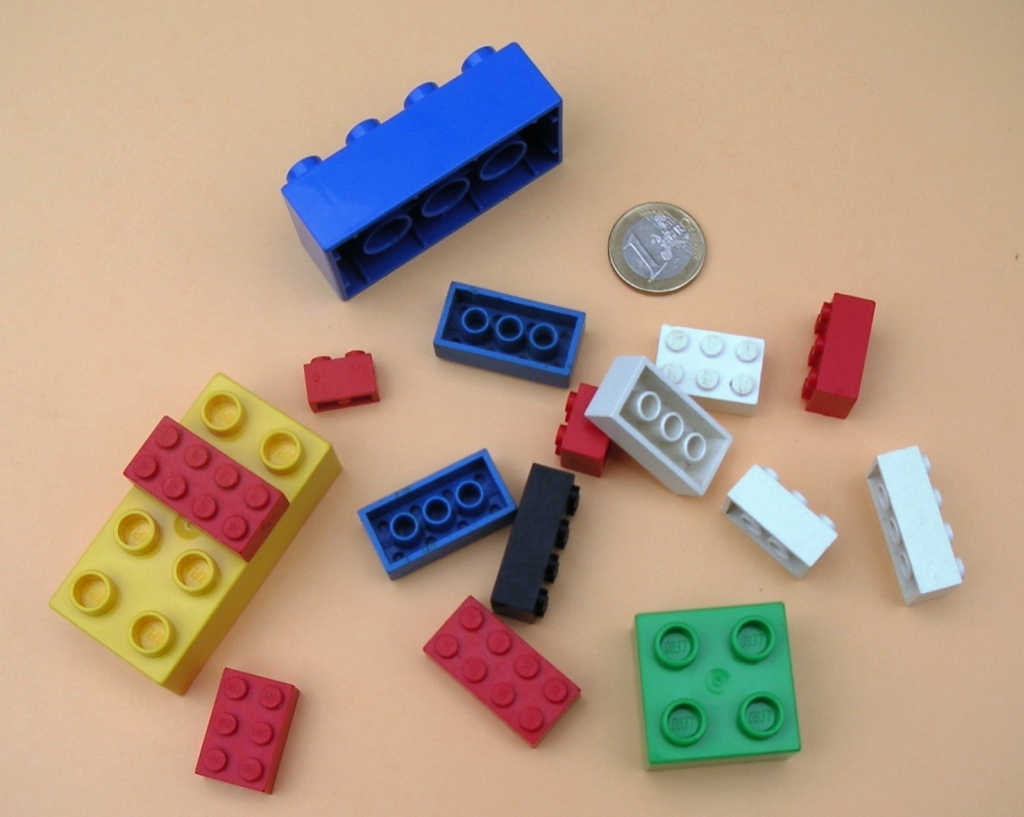
Đồ chơi có các bộ phận nhỏ, chẳng hạn như các bộ phận Lego này, theo quy định của pháp luật phải có cảnh báo về nguy cơ nghẹt thở ở một số quốc gia.

Nhiều quốc gia đã thông qua các tiêu chuẩn an toàn hạn chế các loại đồ chơi có thể được bán. Hầu hết những cách này đều tìm cách hạn chế các nguy cơ tiềm ẩn, chẳng hạn như nguy cơ nghẹt thở hoặc hỏa hoạn có thể gây thương tích. Trẻ em, đặc biệt là trẻ nhỏ thường đưa đồ chơi vào miệng, vì vậy vật liệu làm đồ chơi phải được quy định để tránh ngộ độc. Vật liệu cũng được quy định để ngăn ngừa nguy cơ hỏa hoạn. Trẻ em vẫn chưa học cách đánh giá đâu là an toàn và đâu là nguy hiểm, và không phải lúc nào cha mẹ cũng nghĩ đến tất cả các tình huống có thể xảy ra, vì vậy những cảnh báo và quy định như vậy rất quan trọng đối với đồ chơi.
Để đảm bảo an toàn cho đồ chơi, mỗi quốc gia đều có những quy định riêng. Nhưng kể từ khi toàn cầu hóa và mở cửa thị trường, hầu hết trong số họ cố gắng hài hòa các quy định của họ. Hành động phổ biến nhất của trẻ nhỏ là đưa đồ chơi vào miệng. Đây là lý do tại sao điều quan trọng nhất là phải kiểm soát các hóa chất có trong các bức tranh và các vật liệu khác mà sản phẩm của trẻ em được làm bằng. Các quốc gia hoặc khu thương mại như Liên minh Châu Âu thường xuyên công bố danh sách để điều chỉnh số lượng hoặc cấm hóa chất từ đồ chơi và sản phẩm dành cho trẻ vị thành niên.
Cũng có những vấn đề về an toàn đồ chơi liên quan đến sơn chì. Một số nhà máy sản xuất đồ chơi, khi các dự án trở nên quá lớn khiến họ không thể xử lý, họ thuê ngoài sản xuất cho các nhà máy khác ít được biết đến hơn, thường là ở các nước khác. Gần đây, có một số ở Trung Quốc mà Mỹ phải gửi lại. Các nhà thầu phụ có thể không được giám sát chặt chẽ và đôi khi sử dụng các phương pháp sản xuất không phù hợp. Chính phủ Hoa Kỳ, cùng với các cửa hàng đại chúng, đang tiến tới việc yêu cầu các công ty gửi sản phẩm của họ đi thử nghiệm trước khi chúng được đưa lên kệ bán hàng.

## Vứt bỏ

Một số cộng đồng yêu cầu tái chế pin trong đồ chơi như robot qfix "crash-bobby".

Khi trẻ lớn vượt quá mức độ của đồ chơi hoặc không còn muốn sử dụng nữa, việc sử dụng lại đôi khi được xem xét. Chúng có thể được quyên góp thông qua nhiều tổ chức từ thiện như Goodwill Industries và Salvation Army, bán tại các nhà để xe, bán đấu giá, đôi khi thậm chí được tặng cho các viện bảo tàng. Tuy nhiên, khi đồ chơi bị hỏng, mòn hoặc không thích hợp để sử dụng, nên cẩn thận khi vứt bỏ chúng. Đồ chơi được tặng hoặc bán lại nên được sử dụng nhẹ nhàng, sạch sẽ và có đầy đủ các bộ phận. Trước khi vứt bỏ bất kỳ đồ chơi chạy bằng pin nào, pin phải được loại bỏ và tái chế; một số cộng đồng yêu cầu điều này được thực hiện. Một số nhà sản xuất, chẳng hạn như Little Tikes, sẽ thu hồi và tái chế sản phẩm của họ.
Năm 2007, việc thu hồi ồ ạt đồ chơi được sản xuất ở Trung Quốc  đã khiến nhiều tổ chức từ thiện có trụ sở tại Hoa Kỳ cắt giảm hoặc thậm chí ngừng tiếp nhận đồ chơi đã qua sử dụng. Goodwill ngừng nhận quyên góp bất kỳ đồ chơi nào ngoại trừ thú nhồi bông và các tổ chức từ thiện khác đã kiểm tra tất cả đồ chơi theo danh sách kiểm tra do chính phủ cấp.
Chỉ thị WEEE (Thiết bị Điện và Điện tử Rác thải), nhằm mục đích tăng cường tái sử dụng và tái chế và giảm thiểu rác thải điện tử, áp dụng cho đồ chơi ở Vương quốc Anh kể từ ngày 2 tháng 1 năm 2007.

## Trò chơi dùng cho động vật
Không có ngạc nhiên khi một số loài động vật chơi đồ chơi. Ví dụ cá heo được huấn luyện để di chuyển quả bóng thông qua cái vòng trên không. Các con tinh tinh non có thể dùng khúc củi như là món đồ chơi - khía cạnh xã hội cho thấy con cái thường dùng đồ chơi này nhiều hơn con đực.  Chúng mang theo cây gậy đã chọn và đặt nó vào tổ của chúng. Hành vi như vậy cũng được thấy ở một số tinh tinh cái trưởng thành, nhưng chúng không chơi nữa sau khi chúng làm mẹ.